# Колодливая
Колодливая — река в России, протекает по Лешуконскому и Пинежскому районам Архангельской области. Является левой составляющей Ежуги вместе с Большим Чёласом.
Длина реки составляет 33 км. Образуется при слиянии левой составляющей — Карлы и правой составляющей — реки Ворон. Высота истока — 48,7 м над уровнем моря. Высота устья — 29,8 м над уровнем моря.
Притоки от истока к устью:
- Ворон (пр) и Карла (лв)
- Малая Вадица (пр)
- 26 км: Большая Вадица (пр)
- Большой Вашкуй (лв)
- Верхняя Лапа (пр)
- 19 км: Нижняя Лапа (пр)
- ручей Вешковый (лв)
- 15 км: Вервей (лв)
- Бабовик (пр)

## Данные водного реестра
По данным государственного водного реестра России относится к Двинско-Печорскому бассейновому округу, водохозяйственный участок реки — Мезень от истока до водомерного поста у деревни Малонисогорская. Речной бассейн реки — Мезень.
Код объекта в государственном водном реестре — 03030000112103000048570.